# Isak-katedralen
Isak-katedralen (russisk: Исаакиевский собор, tr. Isaakijevskij sobor) er en ortodoks katedral, der ligger i Sankt Petersborg i Rusland. Isak-katedralen er verdens 4. største kuppelkirke efter Peterskirken i Rom, Saint Paul's Cathedral i London og Santa Maria del Fiore i Firenze. Kuplen har en diameter på 22 meter, og katedralen, der er 101 m høj, kan rumme 7000 besøgende.

## Historie
Katedralen blev opført over en periode på 40 år (fra 1818 til 58). Den var Skt. Petersborgs domkirke frem til 1937, hvor katedralen blev lukket for gudstjenester. Herefter blev katedralen anvendt som antireligiøst museum, hvor bl.a. det berømte Foucaults pendul blev demonstreret som bevis på jordens rotation. Efter Gorbatjovs perestrojka blev det igen tilladt, at holde gudstjenester i Isak-katedralen, men i dag sker det kun ved særlige lejligheder.

## Trivia
- Den finske forfatter Kari Hotakainen har skrevet en tragikomisk roman ved navn Isaak-katedralen.
- Som led i Kejserinde Dagmars genbegravelse holdt den russiske patriark en sjælemesse i Isak-katedralen den 28. september 2006.